# Volkswagen 181
Volkswagen тип 181 (Volkswagen type 181) — четырёхдверный заднеприводный вседорожник с кузовом кабриолет. Производился с 1968 по 1983 годы концерном Volkswagen. Изначально разработанный для нужд Бундесвера, тип 181 продавался и гражданским лицам под названием Kurierwagen в ФРГ, Trekker (тип 182, праворульный) в Великобритании, Thing в США (1973-74), Safari в Мексике и Южной Америке, Pescaccia в Италии. Продажи «гражданской» версии автомобиля продолжались до 1980 года.
Тип 181 создавался на основе VW Kübelwagen, использовавшегося вооружёнными силами Германии в ходе Второй Мировой войны. Часть узлов была заимствована у VW Beetle и VW T1, детали днища — у Volkswagen Karmann-Ghia. Производство автомобиля велось на заводах в Вольфсбурге (1968-74), Ганновере (1974-83), Пуэбле (1970-80), Джакарте (1973-80). За эти годы в ФРГ было произведено 70 519 автомобилей, в Мексике — 20 364.

## История

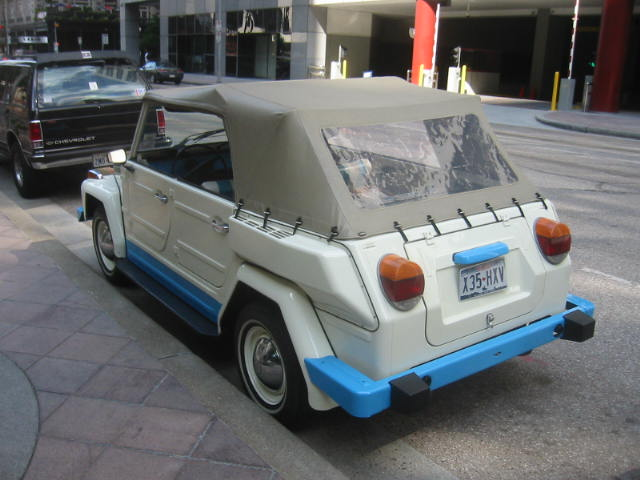
VW Thing, модель «Acapulco» 1974 г.в.

В 60х годах XX века несколько европейских правительств начали сотрудничество в разработке транспортного средства, известного как en:Europa Jeep, лёгкой полноприводной амфибии, доступной для массового производства. Автомобиль предполагался к использованию как военными разных стран, так и различными государственными учреждениями. Однако разработка затянулась, а правительству ФРГ требовался лёгкий, дешёвый и надёжный автомобиль, способный покрыть хотя бы основные потребности военных, до запуска в производство вышеупомянутой амфибии.
Хотя на протяжении 1950-х годов Volkswagen занимался разработкой как раз такого автомобиля, и впоследствии принял предложение правительства ФРГ, тогдашнее руководство компании видело в проекте и потенциал гражданского автомобиля. Мексиканских покупателей интересовал автомобиль, более приспособленный для сельских дорог, нежели Volkswagen Käfer, занимавший заметную долю на рынке Мексики в то время. Некоторое влияние также оказала популярность в США багги на основе автомобилей VW. Использование же при создании нового автомобиля уже существующих узлов и деталей позволяло удешевить производство, что увеличивало прибыльность проекта.
Как и его предшественник, Kübelwagen, тип 181 унаследовал от Käfer заднемоторную компоновку, коробку передач и оппозитный двигатель. Детали днища были взяты у Volkswagen Karmann-Ghia (так как были шире, чем у Käfer). Задняя подвеска (независимая, с качающимися полуосями) и редукторы, взятые от VW T1, использовались до 1973 года, затем были заменены на подвеску на косых рычагах (использовалась на VW 1303 и Жуках, поставляемых в США) с двухшарнирными полуосями (как у Porsche).
Продажи гражданской версии начались с континентальной Европы, где стартовали в 1971 году, затем, в 1972 г., в США и, в 1975 г., в Великобритании. В последней, впрочем, продажи оказались провальными и были вскоре свёрнуты. C американского рынка автомобиль ушёл в 1975 году, после того, как перестал соответствовать новым, более жёстким, нормам по безопасности.
Пока автопроизводители стран-участниц НАТО работали над проектом en:Europa Jeep, единственным кандидатом на место лёгкого патрульного автомобиля вооружённых сил НАТО оказался тип 181. С 1968 по 1979 годы им было поставлено более 50 000 единиц. В 1979 году, когда стало ясно, что проект джипа полностью провалился, правительство ФРГ начало заменять тип 181 новым, уже переднемоторным, автомобилем Volkswagen Iltis.
Несмотря на переход ФРГ на новый автомобиль, некоторые организации, в том числе и НАТО, закупали тип 181 до 1983 г., считая привлекательными как дешевизну самого автомобиля, так и низкую стоимость его обслуживания. Продажи гражданской версии в Европе и Мексике продолжались до 1980 года.

## Конструкция

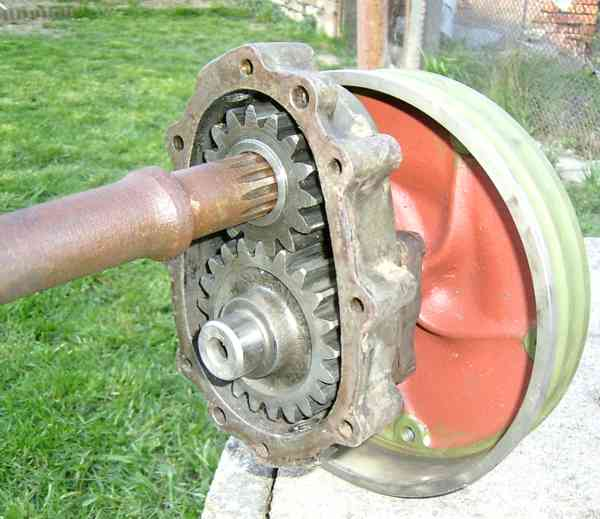
Задняя ось, колёсный редуктор

В отличие от гражданской версии, военный вариант тип 181 имеет больший дорожный просвет за счёт использования мостов с колёсными редукторами (т. н. «портальных» мостов). Трансмиссия гражданской версии имеет много общего с трансмиссией Käfer. Большинство узлов автомобиля взаимозаменяемо с узлами дугих моделей Volkswagen. Опционально тип 181 мог комплектоваться масляным воздушным фильтром (для работы в пыльной среде), экранированной системой зажигания (комплектовались автомобили для войск связи).